# Mea Culpa (série de TV)
Mea culpa é uma série de televisão chilena transmitida pela Televisión Nacional de Chile no horário nobre, apresentada pelo jornalista Carlos Pinto.  Ele recria com os atores os crimes que chocaram a opinião pública chilena de maneira confiável, o que, em suas transmissões originais, rendeu-lhe uma grande audiência em seu país de origem. Sua primeira transmissão foi em 2 de junho de 1993, apresentada pela jornalista Cecilia Serrano. A música principal no início do programa foi composta por Edgardo Riquelme em 1993, que também compôs certos temas usados como música incidental em alguns capítulos.
Dada a sua dramatização gráfica de assassinatos, violações sexuais ou outros crimes que colocam em risco a vida humana, esta série é exclusiva para adultos, pelo que no Chile recebe a classificação "A: solo para adultos".
Após doze anos do último episódio emitido, em 21 de outubro de 2021 uma nova temporada é estreada, repetindo o sucesso de suas exibições nas décadas de 90 e 2000. Os novos episódios de 2021 foram promovidos como Mea Culpa: El Regreso (Mea Culpa: O Retorno, em espanhol).

## História
No início, o programa foi apresentado pela jornalista Cecilia Serrano, reconhecida por ser apresentadora, na época o principal noticiário da TVN, com uma introdução ao caso, e continuou com a recriação do caso, um caso com temas diferentes cada semana. No final, foram discutidos o psicólogo Giorgio Agostini Vicentini e o advogado criminologista Andrés Domínguez Vial, além de um convidado, dependendo do caso. Nas estações seguintes, mudou e apenas as recriações foram apresentadas e, dentro delas, um especialista no assunto foi consultado.
Durante sua transmissão, ele superou as classificações dos programas de seus concorrentes em sua programação. Inicialmente, foram transmitidos às quartas-feiras e depois ultrapassaram Martes 13 do Canal 13, entre 1993 e 1995. Embora o programa durante a transmissão tenha variado no dia da transmissão, seu horário foi mantido, sempre superando outros programas.
Entre 2000 e março de 2003, não houve novos capítulos e eles só deram repetições após a meia-noite. Em abril de 2003, uma nova temporada retorna após quatro anos de recesso e ele venceu a primeira temporada de Vértigo do Canal 13 às quintas-feiras às 22h. Então, em 2004, outra temporada retorna para segunda-feira e supera Morandé con Compañía de Mega. Entre 2005 e 2008, houve cinco temporadas seguidas uma a cada ano.
Embora o programa nunca tenha sido oficialmente cancelado e um episódio final seja desnecessário, sendo uma série episódica, considera-se que sua última temporada tenha sido exibida entre 2008 e 2009. Uma série de temas semelhantes foi transmitida vários anos depois, desta vez no Canal 13, chamado "Irreversible", que era quase o mesmo, embora sem os entrevistadores para os verdadeiros culpados.
Em 11 de julho de 2017, a Televisión Nacional de Chile carregou a série inteira no YouTube, onde todos os 150 episódios estão atualmente disponíveis para visualização.
Em 2020, durante a pandemia do COVID-19, como parte da programação especial da Televisión Nacional de Chile, esse programa começou a ser transmitido aleatoriamente à meia-noite do sábado, novamente tendo grande sucesso com os telespectadores.

## Elenco
O elenco da série foi muito variado em seus quase 16 anos de transmissão, com os seguintes atores aparecendo em pelo menos 5 episódios.
- Patricio Andrade (7 episódios: 2003-2008)
- Maité Fernández (5 episódios: 2004-2008)
- María Teresa Palma (5 episódios: 2003-2008)
- Raúl Roco (5 episódios: 1995-2007)

## Episódios
| - 1. Cita con el Amor - 2. Presunta Desgracia - 3. La Berenice - 4. Fue una Pasión - 5. La Llamada Fatal - 6. Por mi Hijo - 7. Volver a Nacer - 8. Yo Acuso - 9. Adiós a los Sueños - 10. La Visita - 11. Dios Existe - 12. La Bodega - 1. El Exorcismo - 2. El Amor de Marjory y Alexander - 3. La Gran Estafa a Las Isapres - 4. Erase una vez una Madre - 5. El Silencio de los Culpables - 6. El Último Adiós - 7. Entre el Amor y los Sueños (Parte 1) - 8. Entre el Amor y los Sueños (Parte 2) - 9. El Resplandor - 10. Escape de la Muerte - 11. El Desencuentro - 12. El Límite - 1. El Silencio de los Culpables - 2. El Penoso Camino de la Violencia - 3. El paredón del desierto (Parte 1) - 4. El paredón del desierto (Parte 2) - 5. Es Tiempo de Vivir - 6. El Camino Sin Regreso - 7. El Corazón en tus Manos - 8. El Terrorista I parte - 9. El Terrorista II parte - 10. El Toro de Quilamuta - 11. El Encuentro Final - 12. El protagonista (Johnny Cien Pesos) - 1. Era un Martes 13 - 2. El Asaltante Solitario - 3. El Sueño Inconcluso (El Extranjero) - 4. En Nombre del Amor - 5. El Charro Dorotea - 6. El Desconocido - 7. Era Solo una Niña - 8. El Viernes Negro - 9. Entre el Miedo y el Dolor - 10. El Regalo - 11. El Día Inolvidable - 1. El Embrujo de Salamanca - 2. El Eterno Castigo - 3. El Pasado - 4. En Un Pueblo del Sur - 5. El Último Grito - 6. El Honor De La Familia - 7. El Padre - 8. El Doctor - 9. El Sepulturero - 10. El Estudiante - 11. El Amante - 12. El Enfermo - 13. El Exorcismo | - 1. El Forastero de la Muerte - 2. El Día de la Crisis - 3. El Sueño Roto - 4. El Elegido - 5. El Niño Jesús - 6. El Dolor de la Inocencia - 7. El Maldito Placer - 8. El Incidente - 9. El Verdugo de la Inocencia - 10. El Profesor - 11. Eran Las Diez - 1. El Crimen Perfecto - 2. El Cautiverio - 3. El Padrastro - 4. El Rubencito - 5. El Desprecio - 6. El Hermano - 7. El Abandono - 8. El Ladrón - 9. El Viaje - 10. El Engaño - 11. El Robo - 1. El Proceso - 2. El Tucho Caldera - 3. El Incidente - 4. El Joya - 5. El Veneno - 6. El Sádico - 7. El Cementerio de Dardignac - 8. El Incendio - 9. El Canciller - 10. El Taxi (Parte 1) - 11. El Taxi (Parte 2) - 12. El Padre - 1. El Mercenario - 2. El Amor Imposible - 3. El Castigo - 4. El Visitante - 5. El Heredero - 6. Entre Cuatro Paredes - 7. El Pirómano - 8. El Diagnóstico - 9. El Arrebato - 10. El Testimonio - 11. El Mano de Tijeras - 1. El Croata - 2. El Portal Lyon - 3. El Cuatrero - 4. El Analfabeto - 5. El Encargo - 6. El Cuidador - 7. Emilio - 8. El Tambor - 9. El Doctor Amor - 10. El Bosque - 11. El Adiós - 12. El Pediatra | - 1. El Alex - 2. Esos Niños (Parte 1) - 3. Esos Niños (Parte 2) - 4. El Único Camino - 5. El Nono y la Pola - 6. El Amante - 7. El Psicópata de Pozo Almonte - 8. El Sicario - 9. El Inculpado - 10. Ella empezó a los trece años - 11. El Séptimo Piso - 12. El Enfrentamiento - 13. El Guardia - 1. El Canero - 2. El Sacerdote - 3. El Colectivo - 4. El Vengador - 5. El Descontrol - 6. El Amor Justiciero - 7. El Policía - 8. El Cumpleaños - 9. Tito Van Damme - 10. El Agobio - 11. El Despedido - 12. El Cuidador - 1. El Guardia - 2. El Hijo Pródigo - 3. El Niño Problema - 4. El Crimen Imperfecto - 5. El Vengador - 6. En el nombre del Padre - 7. El Internado (Parte 1) - 8. El Internado (Parte 2) - 9. En Manos de Dios - 10. El Amigo Íntimo - 11. El Amor de Madre - 12. El Manipulador - 13. El Embaucador - 14. El Desaparecido - 15. Ella Tenía 10 Meses - 16. El Lado Oscuro del Sexo - 17. El Taxi de Alto Hospicio - 1. Un cuento salvaje. - 2. El Chacal de Puerto Montt. |